# Берд, Джон (актёр)
Джон Берд (англ. John Bird, 22 ноября 1936, Bulwell, Ноттингемшир — 24 декабря 2022, Мидхерст, Юго-Восточная Англия) — британский актёр, режиссёр, писатель и сатирик. Творческая активность Джона Берда продолжалась более 55 лет и включила съёмки в кино, на телевидении, выступления на радио и на театральной сцене. Пик его кинематографической активности пришёлся на конец 1960-х — 1970-е годы, он снялся в фильмах «Это была неделя, которая была», «Возьми девушку, похожую на тебя» (1970) и «Бармаглот» (1977), а также в телешоу «Совместный счет», «Мармелад Аткинс», «Эль CID». Его работа на телевидении прошла в сотрудничестве с Джоном Фортуне. Сериал с его участием «Бремнер, Берд и Фортуна» (1999—2010) на «Чэ́ннел фор», IV канале телевидения Великобритании был номинирован на премию Британской Академии в области телевидения.

## Биография
Отец Джона владел небольшой аптекой.
Джон провалил свой экзамен 11+ (сдаваемый некоторыми учениками в Англии и Северной Ирландии по окончании начальной школы), но его сумели перевести, в возрасте 12 лет, в колледж в Ноттингеме (High Pavement Grammar School). В 1956 году он сдал вступительный экзамен в Королевский колледж в Кембридже; где изучал английскую литературу. По окончании колледжа он продолжил обучение в аспирантуре, и защитил диссертацию на тему «Европейская драма 1888—1914».
Во время учёбы в Кембридже Берд познакомился с однокурсником Джоном Фортуне.
Во время бума телевизионной сатиры в 1960-е годы Берд снялся в фильме «Это была неделя, которая была» (1962—1963), название которому придумал он сам. Режиссер Нед Шеррин предлагал Берду сыграть роль Дэвида Фроста в сериале, но Берд был занят в другом проекте. Позднее он участвовал в телевизионных программах «Не такая уж и программа», «Больше образа жизни» (1964—1965) и «Если это двигает файл» (1970). Им были сыграны комические роли в нескольких телесериалах и фильмах, среди них «Мой отец знал Ллойд Джорджа» (1965), «Красное и синее» (1967), «Денди в заливном» (1968), «30 лет — опасный возраст», «Синтия» (1968), «Это, то и другое» (1969), «Возьми девушку, похожую на тебя» (1970), «Семипроцентное решение» (1976) и «Бармаглот» (1977). Берд выступил и как режиссёр, писатель и театральный актёр, поставив в 1960 году «Именование скалы убийц» в театре «Ройал-Корт» в Лондоне. В 1961 году он гастролировал с постановкой One Over The Eight, с 1966 по 1967 год был занят в постановке «Алиса в стране чудес» Джонатана Миллера. Его театральная карьера продолжалась до 1970-х годов, в 1970 году его пьеса «Совет любви» была поставлена в лондонском театре «Критерион», сам он был занят в спектаклях «Кто есть кто?» в 1972 году в Гилфорде и Саутси и в Habeas Corpus Алана Беннета в Оксфордском театре в 1973 году, а также в Лирическом театре с 1973 по 1974 год.
В 1970-х, когда Иди Амин был на пике своей дурной славы, Берд снялся в альбоме «The Collected Broadcasts of Idi Amin» с текстами, взятыми из анти-Аминовских статьей Алана Корена в журнале «Панч». В 1975 году сингл «Amazin' Man» из этого альбома был выпущен на лейбле «Transatlantic», он продержался 12 недель в австралийском чарте синглов, достигнув 26-й позиции.
В 1975 году Берд сыграл мистера Рембрандта в ситкоме «Плавильный котёл», написанном Спайком Миллиганом и Нилом Шандом. Миллиган сыграл мистера Ван Гога (с коричневым лицом) вместе с Бердом в роли мистера Рембрандта, отца и сына, нелегальных иммигрантов из Азии, которых впервые видели выброшенными на берег в Англии, причём им сообщили, что пляж на самом деле является площадью Пикадилли. Ситком был снят с показа BBC после того, как был показан один эпизод. В 1979 году Берд сыграл африканского вождя в рекламе сигарет Silk Cut в кинотеатре, и в том же году — Рэймонда, нервного заикающегося мальчика, в пьесе Денниса Поттера «Голубые памятные холмы».
В 1980 году Берд сняллся в «Опасных братьях». С 1981 по 1984 год Берд оставил свой след в мире детских шоу, сыграв роль мистера Хамфри Аткинса, мошенника-отца Мармелады Аткинс (роль Шарлотты Коулман) для Thames Television. В 1982 году Берд исполнил роль герцога Олбани в шекспировской постановке BBC Television «Король Лир». В 1984 году он сыграл Джека Орманда, главаря местной банды, в десятом эпизоде телесериала «Путешественник». С 1986 по 1988 год он играл Эрнеста Хемингуэя, вице-канцлера университета, в первой серии «Очень своеобразной практики», в паре с Питером Дэвисоном. Берд сыграл директора Британского национального театра в эпизоде комедии 1988 года «Да, премьер-министр». В 1988 году он появился в «Маятнике с односторонним движением» в театре «Олд Вик». С 1989 по 1990 год он играл вместе с Ханной Гордон в 16-серийном ситкоме «Совместный счет», действие которого происходило в банке.
С 1990 по 1992 год Берд снялся в 18 сериях испанского телесериала «Эль C.I.D.». Сериал был скорее серьезным, чем комедийным, и в первых двух сериях снимались Альфред Молина, а в третьей — Аманда Редман. В 1993 году Берд сыграл профессора Плама в четвертом сезоне сериала «Клуедо» и появился в роли редактора газеты в политической драме «Играть короля». Также в 1993 году он был камео в эпизоде Sooty & Co «Проблемы с голосом». С 1996 по 1999 год Бёрд играл адвоката Джона Фуллера-Карпа в ситкоме «Чемберс» на радио и телевидении BBC. Он также снялся в сериалах BBC Radio 4 и BBC Two «Абсолютная власть» со Стивеном Фраем. Бёрд снялся в качестве приглашенной звезды в двух телесериалах сценариста Дэвида Ренвика, где был занят в трёх эпизодах детективного криминального сериала BBC «Джонатан Крик», а также в одном эпизоде ситкома BBC «One Foot in the Grave».
Бёрд работал с Джоном Форчуном и Рори Бремнером в комедийном скетч-шоу Channel 4 «Бремнер, Берд и Фортуна», которое было номинировано на премию BAFTA TV Awards. В серии «Длинные Джоны» один из двух мужчин брал интервью у другого под видом высокопоставленного политика, бизнесмена или правительственного консультанта, которого неизменно звали «Джордж Парр». В 2012 году Берд появился в телефильме BBC «Берт и Дики» и снова работал с Дэвидом Ренвиком в 2016 году в комедийном шоу BBC Radio 4 «Шутки запустения». Последнее появление Берда на телевидении было в эпизоде Midsomer Murders в 2017 году.
С 1965 по 1970 год Берд был женат на Энн Стокдейл, дочери Гранта Стокдейла, посла США в Ирландии с 1961 по 1962 год; брак закончился разводом. В 1975 году Берд женился на телеведущей Бриджит Симпсон, однако они развелись в 1978 году. Он был несчастлив в личной жизни, что сказывалось на его творческой работе; он начал злоупотреблять спиртным и принимать амфетамины. В середине 1970-х он был серьезно болен, страдал паранойей и подумывал о самоубийстве.
С 1978 года Берд состоял в отношениях с концертирующей пианисткой и педагогом Либби Крэндон, позже они поженились. У Берда было два пасынка от её предыдущего брака. Крэндон умерла в 2012 году.
Бёрд скончался от осложнений инсульта в доме престарелых Pendean House в Мидхерсте, Западный Сассекс, 24 декабря 2022 года в возрасте 86 лет.

## Фильмография
- 1988 — Рыбка по имени Ванда
- 1971 — Бармаглот
- 1970 — «Нарушение Бамбо»